# Саутвест Харбор (Мејн)
Саутвест Харбор (енгл. Southwest Harbor) насељено је место без административног статуса у америчкој савезној држави Мејн.

## Демографија
По попису из 2010. године број становника је 720.
| Група             | 2000.    | 2010.       |
| Белци             | 0 (0,0%) | 695 (96,5%) |
| Афроамериканци    | 0 (0,0%) | 2 (0,3%)    |
| Азијати           | 0 (0,0%) | 3 (0,4%)    |
| Хиспаноамериканци | 0 (0,0%) | 8 (1,1%)    |
| Укупно            | 0        | 720         |